# Kolonialärztliche Akademie der NSDAP
Die Kolonialärztliche Akademie der NSDAP war eine ärztliche Fortbildungseinrichtung der Nationalsozialistischen Deutschen Arbeiterpartei.

## Geschichte
Unter Adolf Hitler zählte Hamburg zu den sogenannten „Führerstädten“ und wurde durch das Groß-Hamburg-Gesetz zur Metropole. Deutschlands „Tor zur Welt“ sollte auch den alten imperialistischen Ansprüchen des Deutschen Reichs dienen, die mit den deutschen Kolonien im Ersten Weltkrieg gescheitert waren. Bei Hamburgs Weltgeltung in der Tropenmedizin lag es deshalb nahe, Ärzte für den Kolonialdienst in dieser Stadt auszubilden.
So wurde die Akademie der ärztlichen Fortbildung für Schiffahrts- und Tropenmedizin am 15. Oktober 1940 in der Staatskrankenanstalt Friedrichsberg gegründet. Auf dem Gelände befindet sich heute die Schön Klinik Hamburg Eilbek. Für die avisierten Kolonien in Subsahara-Afrika sollte die Akademie Ärzte besonders in der Seuchenbekämpfung ausbilden. Leonardo Conti und Peter Mühlens forderten 1940, dass der deutsche Kolonialarzt umfassend – auch in Ethnologie und Rassentheorie – ausgebildet und überzeugter Nationalsozialist sein müsse.

## Präsidenten
- Wilhelm Holzmann
- Peter Mühlens

## Senat
- Hans Bürger-Prinz
- Rudolf Degkwitz (senior)
- Eduard Keeser
- Georg Ernst Konjetzny
- Erich Martini
- Paul Mulzer
- Rudolf Sieverts
- Wilhelm Weitz